# The Protest Psychosis
The Protest Psychosis: How Schizophrenia Became a Black Disease (en français : La psychose de la protestation : comment la schizophrénie est devenue une maladie noire) est un livre publié en 2010 par le psychiatre Jonathan Metzl (qui a également un doctorat en études américaines), et publié par Beacon Press, couvrant l'histoire de l'hôpital d'État d'Ionia dans les années 1960. Situé à Ionia au Michigan et converti en Institution correctionnelle de l'Ionia en 1986, l'établissement aurait été l'un des plus grands et des plus célèbres hôpitaux psychiatriques d'Amérique avant la désinstitutionnalisation.

## Analyse
Metzl s'attache à exposer la tendance de cet hôpital à diagnostiquer les Afro-Américains atteints de schizophrénie en raison de leurs idées sur les droits civils. Il suggère que l'afflux soudain de tels diagnostics pourrait être en partie dû à un changement de formulation dans le DSM II, qui, par rapport à l'édition précédente, a ajouté « hostilité » et « agression » comme signes du trouble. Metzl écrit que ce changement a eu pour conséquence le racisme structurel.

## Réception
Le livre a été bien accueilli dans le JAMA, où il a été décrit comme « un livre fascinant et pénétrant par l'un des jeunes chercheurs les plus exceptionnels de la médecine ». Le livre a également été examiné dans d'autres revues scientifiques comme American Journal of Psychiatry, Psychiatric Services, Transcultural Psychiatry, Psychiatric Times, The American Journal of Bioethics, Social History of Medicine, Medical Anthropology Quarterly, Journal of African American History, Journal of Black Psychology, Health : An Interdisciplinary Journal for the Social Study of Health, Illness and Medicine, The Sixties : A Journal of History, Politics and Culture.